# Primera División de Bolivia 2012-13
La Temporada 2012–13 de la Primera División de Bolivia, también denominado Campeonato Entel 2012-13 por motivos publicitarios, fue la 36.ta temporada de la Liga de Fútbol Profesional Boliviano. La temporada se dividió en 2 campeonatos oficiales: (Apertura) en 2012 y el (Clausura) en 2013, ambos bajo el sistema "Todos contra todos".

## Formato
La Temporada 2012–13 de la Liga se compuso de dos torneos: el Apertura y el Clausura, con el siguiente formato:
Torneo Apertura 2012
Fue el primer torneo de la temporada, se disputó bajo el sistema todos contra todos: los doce clubes compiten en dos ruedas (una como local y la otra de visitante), jugando un total de 22 partidos cada uno. Cada club recibió tres puntos por partido ganado, uno por partido empatado y cero por partido perdido. Los clubes fueron clasificados por puntos con los siguientes criterios de desempate (en orden): diferencia de goles, goles anotados y resultados directos entre equipos empatados. El equipo con más puntos después de las veintidós fechas fue declarado Campeón y clasificó a la Copa Libertadores 2013 como Bolivia 2. El Subcampeón clasificó a la Copa Sudamericana 2013 como Bolivia 2, el tercer equipo, se clasificó a la Copa Sudamericana 2013 como Bolivia 3 y el cuarto equipo, se clasificó a la Copa Sudamericana 2013 como Bolivia 4. Para el orden de acceso a estos premios se aplicó, si fuera necesario, el Reglamento de Casos Especiales 2012 a este torneo y al Clausura 2012.
Torneo Clausura 2013
Fue el segundo torneo de la temporada, se disputó también bajo el sistema de todos contra todos. El equipo con más puntos después de las veintidós fechas fue declarado Campeón y clasificó a la Copa Libertadores 2014 como Bolivia 1. El Subcampeón clasificó a la Copa Libertadores 2014 como Bolivia 3 y el tercero, clasificó a la Copa Sudamericana 2014 como Bolivia 1.

## Equipos y Estadios
| Posición       | Equipos ascendidos del Nacional B 2011/12 |
| -------------- | ----------------------------------------- |
| 1º             | Petrolero                                 |
| 3º (Indirecto) | Wilstermann                               |

| Posición        | Equipos descendidos en el Torneo 2011/12 |
| --------------- | ---------------------------------------- |
| 12º             | Real Mamoré                              |
| 10º (Indirecto) | Guabirá                                  |

El número de equipos para la temporada 2012/13 sigue siendo el mismo que la temporada anterior. 10 equipos son representados por Clubes o Entidades Deportivas, 1 equipo es representado por la UMRPSFXC y 1 equipo es representado por una Sociedad de Responsabilidad Limitada.
Real Mamoré que terminó último en la tabla del descenso 2011-12 fue relegado a la Segunda División (Nacional B) luego de permanecer por 5 temporadas en Primera División, también descendió Guabirá al ser derrotado en los partidos por Ascenso-Descenso Indirecto. Fueron reemplazados respectivamente por el campeón del Nacional B 2011/12 (Bolivia); Petrolero de Yacuiba, que jugará por primera vez en la LFPB y Wilstermann que vuelve a la Liga tras estar ausente la temporada anterior. Petrolero jugará de local en Villamontes mientras sea ampliado el estadio de Yacuiba.

## Datos de los equipos
| Entidad | Entidad                                           | Entrenador           | Entrenador             | Ciudad                          | Estadio                                         | Capacidad     |
| ------- | ------------------------------------------------- | -------------------- | ---------------------- | ------------------------------- | ----------------------------------------------- | ------------- |
|         | Club Bolívar                                      | Bandera de España    | Miguel Ángel Portugal  | La Paz                          | Hernando Siles Libertador Simón Bolívar         | 42.000 5.000  |
|         | Club Atlético Nacional Potosí                     | Bandera de Bolivia   | Julio César Baldivieso | Potosí                          | Víctor Agustín Ugarte                           | 32.000        |
|         | Club Deportivo Aurora                             | Bandera de Bolivia   | Victor Hugo Antelo     | Cochabamba                      | Félix Capriles                                  | 32.000        |
|         | Club Deportivo Jorge Wilstermann                  | Bandera de Bolivia   | Marcelo Carballo       | Cochabamba                      | Félix Capriles                                  | 32.000        |
|         | Club Deportivo Oriente Petrolero                  | Bandera de Argentina | Roberto Pompei         | Santa Cruz de la Sierra Montero | Ramón Tahuichi Aguilera Gilberto Parada         | 35.000 13.000 |
|         | Club Deportivo San José                           | Bandera de Bolivia   | Marcos Ferrufino       | Oruro                           | Jesús Bermúdez                                  | 32.000        |
|         | Club Deportivo Petrolero                          | Bandera de Bolivia   | Mario Rolando Ortega   | Yacuiba Villamontes             | Provincial de Yacuiba Defensores de Villamontes | 3.500 6.000   |
|         | Club Deportivo Universitario San Francisco Xavier | Bandera de Bolivia   | Javier Vega            | Sucre                           | Patria                                          | 30.000        |
|         | Club Real Potosí                                  | Bandera de Argentina | Víctor Zwenger         | Potosí                          | Víctor Agustín Ugarte                           | 32.000        |
|         | Club Social, Cultural y Deportivo Blooming        | Bandera de Argentina | Néstor Clausen         | Santa Cruz de la Sierra Montero | Ramón Tahuichi Aguilera Gilberto Parada         | 35.000 13.000 |
|         | Club The Strongest                                | Bandera de Bolivia   | Eduardo Villegas       | La Paz                          | Hernando Siles Rafael Mendoza Castellón         | 42.000 10.000 |
|         | La Paz Fútbol Club                                | Bandera de Bolivia   | Mario Condori          | La Paz El Alto                  | Hernando Siles Los Andes Cosmos 79              | 42.000 4.000  |

1. ↑  Liga del Fútbol Profesional Boliviano (ed.). «Programa de partidos Apertura Entel 2012 - 2013». Archivado desde el original el 13 de agosto de 2012. Consultado el 20 de agosto de 2012.
2. ↑  Liga del Fútbol Profesional Boliviano (ed.). «Casos Especiales 2012». Archivado desde el original el 16 de agosto de 2012. Consultado el 29 de julio de 2012.
3. ↑  Petrolero juega sus partidos en la ciudad de Villamontes mientras se amplía la capacidad del Estadio de Yacuiba.

### Cupos por departamento
| Departamento               | Cant. | Equipos                           |
| -------------------------- | ----- | --------------------------------- |
| Departamento de La Paz     | 3     | Bolívar, The Strongest, La Paz FC |
| Departamento de Cochabamba | 2     | Wilstermann, Aurora               |
| Departamento de Santa Cruz | 2     | Oriente Petrolero, Blooming       |
| Departamento de Potosí     | 2     | Real Potosí, Nacional Potosí      |
| Departamento de Oruro      | 1     | San José                          |
| Departamento de Chuquisaca | 1     | Universitario                     |
| Departamento de Tarija     | 1     | Petrolero                         |

## Cambio de Entrenadores

### Torneo Apertura
| Equipo          | Pos. | Entrenador Saliente    | Último Partido  | Último Partido | Último Partido  | Fecha | Entrenador Sucesor     | Fecha Debut |
| --------------- | ---- | ---------------------- | --------------- | -------------- | --------------- | ----- | ---------------------- | ----------- |
| Nacional Potosí | 12.ª | Juan Carlos Paz García | Nacional Potosí | 0 – 0          | La Paz FC       | 4.ª   | Carlos Fabián Leeb     | 6.ª         |
| Universitario   | 5.ª  | Sergio Apaza           | Blooming        | 2 – 0          | Universitario   | 5.ª   | David de La Torre      | 7.ª         |
| La Paz FC       | 11.ª | Claudio Marrupe        | La Paz FC       | 1 – 2          | Wilstermann     | 7.ª   | Juan Carlos Paz García | 8.ª         |
| La Paz FC       | 11.ª | Juan Carlos Paz García | Bolívar         | 3 – 1          | La Paz FC       | 11.ª  | Félix Berdeja          | 12.ª        |
| Petrolero       | 7.ª  | Mario Rolando Ortega   | Petrolero       | 1 – 3          | Bolívar         | 14.ª  | Sergio Apaza           | 15.ª        |
| Aurora          | 11.ª | Julio César Baldivieso | Aurora          | 2 – 4          | Nacional Potosí | 17.ª  | Marcelo Neveleff       | 18.ª        |
| Universitario   | 8.ª  | David de la Torre      | Real Potosí     | 2 – 0          | Universitario   | 17.ª  | Javier Vega            | 18.ª        |

### Receso Apertura-Clausura
| Equipo            | Entrenador Saliente | Entrenador Sucesor     |
| ----------------- | ------------------- | ---------------------- |
| La Paz FC         | Félix Berdeja       | Juan Carlos Paz García |
| Oriente Petrolero | Erwin Sánchez       | Roberto Pompei         |
| Wilstermann       | Mauricio Soria      | Víctor Hugo Andrada    |

### Torneo Clausura
| Equipo          | Pos. | Entrenador Saliente    | Último Partido  | Último Partido | Último Partido | Fecha | Entrenador Sucesor     | Fecha Debut |
| --------------- | ---- | ---------------------- | --------------- | -------------- | -------------- | ----- | ---------------------- | ----------- |
| La Paz FC       | 12.ª | Juan Carlos Paz García | La Paz FC       | 0 – 1          | Wilstermann    | 7.ª   | Claudio Marrupe        | 8.ª         |
| Petrolero       | 11.ª | Sergio Apaza           | Petrolero       | 1 – 4          | Bolívar        | 7.ª   | Mario Rolando Ortega   | 8.ª         |
| Aurora          | 10.ª | Marcelo Neveleff       | Aurora          | 0 – 6          | Wilstermann    | 9.ª   | Víctor Hugo Antelo     | 12.ª        |
| Nacional Potosí | 6.ª  | Carlos Fabián Leeb     | Nacional Potosí | 1 – 4          | Bolívar        | 9.ª   | Julio César Baldivieso | 12.ª        |
| Real Potosí     | 6.ª  | Óscar Sanz             | Real Potosí     | 1 – 0          | Aurora         | 13.ª  | Víctor Zwenger         | 14.ª        |
| Wilstermann     | 4.ª  | Víctor Hugo Andrada    | Wilstermann     | 1 – 1          | Blooming       | 15.ª  | Marcelo Carballo       | 16.ª        |
| La Paz FC       | 12.ª | Claudio Marrupe        | La Paz FC       | 0 – 0          | Real Potosí    | 17.ª  | Mario Condori          | 18.ª        |

## Torneo Apertura

### Tabla de posiciones
|                   | Pos. | Equipos           | PJ | PG | PE | PP | GF | GC | Dif. | Pts. |
| ----------------- | ---- | ----------------- | -- | -- | -- | -- | -- | -- | ---- | ---- |
| Copa Sudamericana | 1.   | The Strongest (C) | 22 | 13 | 6  | 3  | 53 | 31 | 22   | 45   |
|                   | 2.   | San José          | 22 | 12 | 5  | 5  | 51 | 35 | 16   | 41   |
|                   | 3.   | Bolívar           | 22 | 11 | 4  | 7  | 46 | 31 | 15   | 37   |
| Copa Sudamericana | 4.   | Blooming          | 22 | 11 | 2  | 9  | 29 | 30 | -1   | 35   |
| Copa Sudamericana | 5.   | Real Potosí       | 22 | 9  | 5  | 8  | 30 | 27 | 3    | 32   |
|                   | 6.   | Oriente Petrolero | 22 | 7  | 10 | 5  | 28 | 32 | -4   | 31   |
|                   | 7.   | Wilstermann       | 22 | 7  | 7  | 8  | 34 | 35 | -1   | 28   |
|                   | 8.   | Universitario     | 22 | 5  | 10 | 7  | 31 | 32 | -1   | 25   |
|                   | 9.   | Nacional Potosí   | 22 | 6  | 7  | 9  | 26 | 28 | -2   | 25   |
|                   | 10.  | Petrolero         | 22 | 6  | 6  | 10 | 21 | 30 | -9   | 24   |
|                   | 11.  | Aurora            | 22 | 6  | 4  | 12 | 31 | 47 | -16  | 22   |
|                   | 12.  | La Paz FC         | 22 | 4  | 4  | 14 | 28 | 50 | -22  | 16   |

|  |                                                                                          |
|  | Campeón del Torneo Apertura y clasificado para la Copa Sudamericana 2013 como Bolivia 2. |
|  | Clasificado para la Copa Libertadores 2013 como Bolivia 3.                               |
|  | Clasificado para la Copa Sudamericana 2013 como Bolivia 3.                               |
|  | Clasificado para la Copa Sudamericana 2013 como Bolivia 4.                               |

### Evolución de los equipos
| Equipo / Fecha    | 02 | 03 | 04 | 05 | 06 | 07 | 08 | 09 | 01 | 10 | 11 | 12 | 13 | 14 | 15 | 16 | 17 | 18 | 19 | 20 | 21 | 22 |
| ----------------- | -- | -- | -- | -- | -- | -- | -- | -- | -- | -- | -- | -- | -- | -- | -- | -- | -- | -- | -- | -- | -- | -- |
| Aurora            | 2  | 1  | 3  | 6  | 7  | 10 | 8  | 10 | 10 | 9  | 10 | 10 | 10 | 10 | 10 | 11 | 11 | 11 | 11 | 11 | 11 | 11 |
| Blooming          | 6  | 8  | 11 | 7  | 8  | 9  | 6  | 5  | 6  | 8  | 8  | 5  | 4  | 4  | 5  | 4  | 4  | 4  | 3  | 4  | 4  | 4  |
| Bolívar           | 12 | 12 | 9  | 3  | 6  | 8  | 9  | 8  | 8  | 6  | 5  | 6  | 3  | 3  | 3  | 3  | 3  | 3  | 4  | 3  | 3  | 3  |
| La Paz FC         | 7  | 2  | 4  | 8  | 9  | 11 | 12 | 12 | 11 | 10 | 11 | 11 | 11 | 11 | 12 | 12 | 12 | 12 | 12 | 12 | 12 | 12 |
| Nacional Potosí   | 10 | 10 | 12 | 12 | 10 | 12 | 11 | 11 | 12 | 12 | 12 | 12 | 12 | 12 | 11 | 10 | 10 | 8  | 8  | 9  | 9  | 9  |
| Oriente Petrolero | 7  | 9  | 7  | 11 | 11 | 6  | 3  | 7  | 7  | 7  | 7  | 9  | 9  | 7  | 7  | 9  | 7  | 7  | 7  | 7  | 7  | 6  |
| Petrolero         | 4  | 4  | 10 | 2  | 5  | 3  | 5  | 4  | 2  | 3  | 4  | 4  | 6  | 6  | 9  | 8  | 9  | 10 | 10 | 10 | 10 | 10 |
| Real Potosí       | 1  | 5  | 8  | 10 | 12 | 7  | 10 | 9  | 9  | 11 | 9  | 8  | 8  | 9  | 6  | 6  | 5  | 5  | 5  | 5  | 5  | 5  |
| San José          | 3  | 7  | 1  | 4  | 2  | 5  | 7  | 6  | 5  | 4  | 2  | 2  | 1  | 1  | 2  | 2  | 2  | 2  | 2  | 2  | 2  | 2  |
| The Strongest     | 9  | 3  | 5  | 1  | 1  | 1  | 1  | 1  | 3  | 1  | 1  | 1  | 2  | 2  | 1  | 1  | 1  | 1  | 1  | 1  | 1  | 1  |
| Universitario     | 5  | 6  | 2  | 5  | 3  | 4  | 4  | 3  | 4  | 5  | 6  | 7  | 7  | 8  | 8  | 7  | 8  | 9  | 9  | 8  | 8  | 8  |
| Wilstermann       | 10 | 11 | 6  | 9  | 4  | 2  | 2  | 2  | 1  | 2  | 3  | 3  | 5  | 5  | 4  | 5  | 6  | 6  | 6  | 6  | 6  | 7  |

### Resultados
| Local / Visita    | AUR | BLO | BOL | LPZ | NAL | OP  | PET | RPO | SJ  | TS  | UNI | WIL |
| ----------------- | --- | --- | --- | --- | --- | --- | --- | --- | --- | --- | --- | --- |
| Aurora            |     | 1–0 | 3–3 | 4–1 | 2–4 | 0–2 | 1–1 | 3–0 | 0–2 | 0–2 | 2–1 | 0–3 |
| Blooming          | 3–2 |     | 1–0 | 3–0 | 1–0 | 1–1 | 2–0 | 3–1 | 3–2 | 2–1 | 2–0 | 3–0 |
| Bolívar           | 3–1 | 1–0 |     | 3–1 | 4–2 | 4–1 | 0–1 | 1–0 | 2–4 | 2–3 | 0–0 | 4–1 |
| La Paz F.C.       | 0–3 | 2–0 | 1–4 |     | 0–2 | 3–4 | 4–1 | 3–0 | 2–2 | 1–3 | 0–2 | 1–2 |
| Nacional Potosí   | 2–0 | 0–1 | 0–1 | 0–0 |     | 1–1 | 3–0 | 0–0 | 0–2 | 2–2 | 2–2 | 1–0 |
| Oriente Petrolero | 1–1 | 3–0 | 1–3 | 0–0 | 1–1 |     | 0–0 | 1–0 | 0–0 | 1–1 | 2–1 | 1–1 |
| Petrolero         | 3–0 | 1–0 | 1–3 | 0–1 | 1–0 | 1–2 |     | 0–0 | 2–0 | 1–1 | 1–1 | 0–0 |
| Real Potosí       | 2–1 | 3–0 | 2–1 | 4–2 | 1–0 | 4–1 | 0–2 |     | 4–1 | 0–0 | 2–0 | 1–1 |
| San José          | 4–0 | 4–0 | 2–1 | 6–3 | 2–0 | 5–2 | 4–3 | 1–1 |     | 1–2 | 3–2 | 3–3 |
| The Strongest     | 7–2 | 4–2 | 1–1 | 4–3 | 4–2 | 3–0 | 3–1 | 1–0 | 4–1 |     | 2–1 | 1–3 |
| Universitario     | 3–3 | 1–1 | 3–3 | 3–1 | 2–2 | 1–1 | 3–0 | 1–0 | 0–0 | 1–0 |     | 0–2 |
| Wilstermann       | 0–2 | 3–1 | 3–2 | 0–0 | 1–2 | 1–2 | 2–1 | 2–3 | 1–2 | 2–2 | 3–3 |     |

### Fixture
| Universitario     | 1 - 0 | The Strongest   | Olímpico Patria         | 29 de julio | 15:30 | TV Abierto |
| Bolívar           | 0 - 1 | Petrolero       | Hernando Siles          | 29 de julio | 15:30 | No         |
| Real Potosí       | 3 - 0 | Blooming        | Víctor Agustín Ugarte   | 29 de julio | 15:30 | No         |
| San José          | 2 - 0 | Nacional Potosí | Jesús Bermúdez          | 29 de julio | 16:00 | No         |
| Wilstermann       | 0 - 2 | Aurora          | Félix Capriles          | 29 de julio | 17:00 | TV Cable   |
| Oriente Petrolero | 0 - 0 | La Paz FC       | Ramón Tahuichi Aguilera | 29 de julio | 19:00 | TV Cable   |

| Blooming        | 1 - 0 | Bolívar           | Ramón Tahuichi Aguilera   | 26 de julio  | 20:30 | TV Cable |
| La Paz FC       | 3 - 0 | Real Potosí       | Hernando Siles            | 1 de agosto  | 18:00 | TV Cable |
| The Strongest   | 4 - 1 | San José          | Hernando Siles            | 1 de agosto  | 20:00 | TV Cable |
| Nacional Potosí | 1 - 1 | Oriente Petrolero | Víctor Agustín Ugarte     | 1 de agosto  | 20:00 | No       |
| Aurora          | 2 - 1 | Universitario     | Félix Capriles            | 1 de agosto  | 20:00 | No       |
| Petrolero       | 0 - 0 | Wilstermann       | Defensores de Villamontes | 14 de agosto | 15:00 | No       |

| Nacional Potosí   | 0 - 0 | La Paz FC     | Víctor Augustín Ugarte  | 4 de agosto | 15:30 | TV Cable   |
| Universitario     | 3 - 0 | Petrolero     | Olímpico Patria         | 5 de agosto | 15:30 | No         |
| Bolívar           | 1 - 0 | Real Potosí   | Hernando Siles          | 5 de agosto | 15:30 | No         |
| Wilstermann       | 3 - 1 | Blooming      | Félix Capriles          | 5 de agosto | 15:30 | TV Cable   |
| San José          | 4 - 0 | Aurora        | Jesús Bermúdez          | 5 de agosto | 16:00 | No         |
| Oriente Petrolero | 1 - 1 | The Strongest | Ramón Tahuichi Aguilera | 5 de agosto | 18:00 | TV Abierto |

| La Paz FC     | 1 - 4 | Bolívar           | Hernando Siles            | 8 de agosto  | 20:00 | No       |
| Real Potosí   | 1 - 1 | Wilstermann       | Víctor Agustín Ugarte     | 8 de agosto  | 20:00 | TV Cable |
| Petrolero     | 2 - 0 | San José          | Defensores de Villamontes | 9 de agosto  | 15:30 | No       |
| The Strongest | 4 - 2 | Nacional Potosí   | Hernando Siles            | 9 de agosto  | 20:00 | TV Cable |
| Blooming      | 2 - 0 | Universitario     | Ramón Tahuichi Aguilera   | 12 de agosto | 20:00 | TV Cable |
| Aurora        | 0 - 2 | Oriente Petrolero | Félix Capriles            | 22 de agosto | 20:00 | TV Cable |

| The Strongest     | 4 - 3 | La Paz FC   | Hernando Siles          | 18 de agosto | 16:00 | TV Cable   |
| Nacional Potosí   | 2 - 0 | Aurora      | Víctor Agustín Ugarte   | 19 de agosto | 15:00 | TV Cable   |
| Universitario     | 1 - 0 | Real Potosí | Olímpico Patria         | 19 de agosto | 15:30 | No         |
| San José          | 4 - 0 | Blooming    | Jesús Bermúdez          | 19 de agosto | 16:00 | No         |
| Wilstermann       | 3 - 2 | Bolívar     | Félix Capriles          | 19 de agosto | 17:00 | TV Abierto |
| Oriente Petrolero | 0 - 0 | Petrolero   | Ramón Tahuichi Aguilera | 19 de agosto | 19:00 | TV Cable   |

| La Paz FC   | 1 - 2 | Wilstermann       | Hernando Siles            | 25 de agosto | 14:00 | TV Cable   |
| Bolívar     | 0 - 0 | Universitario     | Hernando Siles            | 25 de agosto | 16:00 | TV Abierto |
| Real Potosí | 4 - 1 | San José          | Víctor Agustín Ugarte     | 26 de agosto | 15:30 | TV Cable   |
| Petrolero   | 1 - 0 | Nacional Potosí   | Defensores de Villamontes | 26 de agosto | 16:00 | No         |
| Aurora      | 0 - 2 | The Strongest     | Félix Capriles            | 26 de agosto | 16:00 | No         |
| Blooming    | 1 - 1 | Oriente Petrolero | Ramón Tahuichi Aguilera   | 26 de agosto | 18:00 | TV Cable   |

| Aurora            | 4 - 1 | La Paz FC   | Félix Capriles        | 9 de septiembre  | 16:00 | TV Cable |
| The Strongest     | 3 - 1 | Petrolero   | Hernando Siles        | 12 de septiembre | 20:00 | No       |
| Nacional Potosí   | 0 - 1 | Blooming    | Víctor Agustín Ugarte | 12 de septiembre | 20:00 | TV Cable |
| Universitario     | 0 - 2 | Wilstermann | Olímpico Patria       | 12 de septiembre | 20:00 | No       |
| Oriente Petrolero | 1 - 0 | Real Potosí | Gilberto Parada       | 12 de septiembre | 20:30 | No       |
| San José          | 2 - 1 | Bolívar     | Jesús Bermúdez        | 31 de octubre    | 16:00 | TV Cable |

| La Paz FC   | 0 - 2 | Universitario     | Hernando Siles            | 16 de septiembre | 14:00 | TV Cable   |
| Bolívar     | 4 - 1 | Oriente Petrolero | Hernando Siles            | 16 de septiembre | 16:00 | TV Cable   |
| Petrolero   | 3 - 0 | Aurora            | Defensores de Villamontes | 16 de septiembre | 15:30 | No         |
| Real Potosí | 1 - 0 | Nacional Potosí   | Víctor Agustín Ugarte     | 16 de septiembre | 16:00 | No         |
| Wilstermann | 1 - 2 | San José          | Félix Capriles            | 16 de septiembre | 16:00 | No         |
| Blooming    | 2 - 1 | The Strongest     | Ramón Tahuichi Aguilera   | 16 de septiembre | 18:30 | TV Abierto |

| Nacional Potosí   | 2 - 2 | Universitario | Víctor Agustín Ugarte   | 9 de septiembre  | 15:30 | No       |
| La Paz FC         | 2 - 0 | Blooming      | Hernando Siles          | 19 de septiembre | 18:10 | TV Cable |
| The Strongest     | 1 - 3 | Wilstermann   | Hernando Siles          | 19 de septiembre | 20:10 | TV Cable |
| Oriente Petrolero | 0 - 0 | San José      | Ramón Tahuichi Aguilera | 19 de septiembre | 20:30 | No       |
| Real Potosí       | 0 - 2 | Petrolero     | Víctor Agustín Ugarte   | 20 de septiembre | 20:00 | TV Cable |
| Aurora            | 3 - 3 | Bolívar       | Félix Capriles          | 24 de octubre    | 20:00 | TV Cable |

| San José          | 3 - 2 | Universitario | Jesús Bermúdez            | 22 de septiembre | 15:00 | TV Cable   |
| Aurora            | 1 - 0 | Blooming      | Félix Capriles            | 22 de septiembre | 17:00 | TV Cable   |
| Nacional Potosí   | 0 - 1 | Bolívar       | Víctor Agustín Ugarte     | 23 de septiembre | 15:30 | TV Abierto |
| Petrolero         | 0 - 1 | La Paz FC     | Defensores de Villamontes | 23 de septiembre | 16:00 | No         |
| The Strongest     | 1 - 0 | Real Potosí   | Hernando Siles            | 23 de septiembre | 16:00 | No         |
| Oriente Petrolero | 1 - 1 | Wilstermann   | Ramón Tahuichi Aguilera   | 23 de septiembre | 18:30 | TV Cable   |

| Universitario     | 1 - 1 | Blooming      | Olímpico Patria         | 26 de septiembre | 20:00 | No       |
| Bolívar           | 3 - 1 | La Paz FC     | Hernando Siles          | 27 de septiembre | 20:00 | No       |
| Wilstermann       | 2 - 3 | Real Potosí   | Félix Capriles          | 27 de septiembre | 20:00 | No       |
| Oriente Petrolero | 1 - 1 | Aurora        | Ramón Tahuichi Aguilera | 27 de septiembre | 20:30 | TV Cable |
| San José          | 4 - 3 | Petrolero     | Jesús Bermúdez          | 29 de septiembre | 16:00 | TV Cable |
| Nacional Potosí   | 2 - 2 | The Strongest | Víctor Agustín Ugarte   | 29 de septiembre | 16:00 | TV Cable |

| La Paz FC     | 2 - 2 | San José          | Hernando Siles        | 20 de octubre | 17:30 | TV Abierto |
| Bolívar       | 2 - 3 | The Strongest     | Hernando Siles        | 20 de octubre | 20:00 | TV Cable   |
| Wilstermann   | 1 - 2 | Nacional Potosí   | Félix Capriles        | 21 de octubre | 15:30 | No         |
| Real Potosí   | 2 - 1 | Aurora            | Víctor Agustín Ugarte | 21 de octubre | 15:30 | No         |
| Universitario | 1 - 1 | Oriente Petrolero | Olímpico Patria       | 21 de octubre | 16:00 | No         |
| Blooming      | 2 - 0 | Petrolero         | Ramón Aguilera Costas | 22 de octubre | 20:30 | TV Cable   |

| Blooming      | 3 - 0 | La Paz FC         | Ramón Aguilera Costas     | 27 de octubre | 20:10 | TV Abierto |
| Petrolero     | 0 - 0 | Real Potosí       | Defensores de Villamontes | 28 de octubre | 15:30 | No         |
| Bolívar       | 3 - 1 | Aurora            | Hernando Siles            | 28 de octubre | 15:30 | TV Cable   |
| Universitario | 2 - 2 | Nacional Potosí   | Olímpico Patria           | 28 de octubre | 15:30 | No         |
| San José      | 5 - 2 | Oriente Petrolero | Jesús Bermúdez            | 28 de octubre | 15:30 | No         |
| Wilstermann   | 2 - 2 | The Strongest     | Félix Capriles            | 28 de octubre | 18:00 | TV Cable   |

| Blooming        | 3 - 1 | Real Potosí       | Ramón Tahuichi Aguilera   | 3 de noviembre | 20:10 | TV Abierta |
| La Paz FC       | 3 - 4 | Oriente Petrolero | Hernando Siles            | 4 de noviembre | 14:00 | TV Cable   |
| Petrolero       | 1 - 3 | Bolívar           | Defensores de Villamontes | 4 de noviembre | 15:00 | No         |
| Nacional Potosí | 0 - 2 | San José          | Víctor Agustín Ugarte     | 4 de noviembre | 15:30 | No         |
| The Strongest   | 2 - 1 | Universitario     | Hernando Siles            | 4 de noviembre | 16:00 | No         |
| Aurora          | 0 - 3 | Wilstermann       | Félix Capriles            | 4 de noviembre | 16:00 | TV Cable   |

| Universitario     | 3 - 3 | Aurora          | Olímpico Patria       | 7 de noviembre | 20:00 | No       |
| Real Potosí       | 4 - 2 | La Paz FC       | Víctor Agustín Ugarte | 7 de noviembre | 20:00 | No       |
| Wilstermann       | 2 - 1 | Petrolero       | Félix Capriles        | 7 de noviembre | 20:10 | TV Cable |
| Oriente Petrolero | 1 - 1 | Nacional Potosí | Ramón Aguilera Costas | 7 de noviembre | 20:30 | No       |
| San José          | 1 - 2 | The Strongest   | Jesús Bermúdez        | 8 de noviembre | 16:00 | TV Cable |
| Bolívar           | 1 - 0 | Blooming        | Hernando Siles        | 8 de noviembre | 20:10 | TV Cable |

| La Paz FC     | 0 - 2 | Nacional Potosí   | Hernando Siles            | 11 de noviembre | 15:00 | No         |
| Real Potosí   | 2 - 1 | Bolívar           | Víctor Agustín Ugarte     | 11 de noviembre | 15:00 | TV Cable   |
| Petrolero     | 1 - 1 | Universitario     | Defensores de Villamontes | 11 de noviembre | 15:30 | No         |
| Aurora        | 0 - 2 | San José          | Félix Capriles            | 11 de noviembre | 16:00 | No         |
| The Strongest | 3 - 0 | Oriente Petrolero | Hernando Siles            | 11 de noviembre | 17:00 | TV Cable   |
| Blooming      | 3 - 0 | Wilstermann       | Ramón Aguilera Costas     | 11 de noviembre | 19:00 | TV Abierta |

| Bolívar     | 4 - 1 | Wilstermann       | Hernando Siles            | 17 de noviembre | 20:10 | TV Abierta |
| Petrolero   | 1 - 2 | Oriente Petrolero | Defensores de Villamontes | 18 de noviembre | 15:30 | No         |
| La Paz FC   | 1 - 3 | The Strongest     | Hernando Siles            | 18 de noviembre | 15:30 | No         |
| Real Potosí | 2 - 0 | Universitario     | Víctor Agustín Ugarte     | 18 de noviembre | 15:30 | No         |
| Aurora      | 2 - 4 | Nacional Potosí   | Félix Capriles            | 18 de noviembre | 16:00 | TV Cable   |
| Blooming    | 3 - 2 | San José          | Ramón Aguilera Costas     | 18 de noviembre | 18:30 | TV Cable   |

| Nacional Potosí   | 3 - 0 | Petrolero   | Víctor Agustín Ugarte | 24 de noviembre | 15:30 | TV Abierta |
| Wilstermann       | 0 - 0 | La Paz FC   | Félix Capriles        | 24 de noviembre | 20:10 | TV Cable   |
| San José          | 1 - 1 | Real Potosí | Jesús Bermúdez        | 25 de noviembre | 15:30 | No         |
| The Strongest     | 7 - 2 | Aurora      | Hernando Siles        | 25 de noviembre | 15:30 | TV Cable   |
| Universitario     | 3 - 3 | Bolívar     | Olímpico Patria       | 25 de noviembre | 16:00 | TV Cable   |
| Oriente Petrolero | 3 - 0 | Blooming    | Ramón Aguilera Costas | 25 de noviembre | 19:00 | TV Cable   |

| Petrolero   | 1 - 1 | The Strongest     | Defensores de Villamontes | 28 de noviembre | 15:30 | No       |
| Wilstermann | 3 - 3 | Universitario     | Félix Capriles            | 28 de noviembre | 20:10 | No       |
| Real Potosí | 4 - 1 | Oriente Petrolero | Víctor Agustín Ugarte     | 28 de noviembre | 20:10 | TV Cable |
| La Paz FC   | 0 - 3 | Aurora            | Hernando Siles            | 28 de noviembre | 20:10 | No       |
| Bolívar     | 2 - 4 | San José          | Hernando Siles            | 29 de noviembre | 20:10 | TV Cable |
| Blooming    | 1 - 0 | Nacional Potosí   | Ramón Aguilera Costas     | 29 de noviembre | 20:30 | No       |

| Universitario     | 3 - 1 | La Paz FC   | Olímpico Patria       | 1 de diciembre | 16:00 | TV Cable   |
| Aurora            | 1 - 1 | Petrolero   | Félix Capriles        | 1 de diciembre | 16:00 | No         |
| San José          | 3 - 3 | Wilstermann | Jesús Bermúdez        | 2 de diciembre | 15:00 | TV Cable   |
| Nacional Potosí   | 0 - 0 | Real Potosí | Víctor Agustín Ugarte | 2 de diciembre | 15:30 | No         |
| The Strongest     | 4 - 2 | Blooming    | Hernando Siles        | 2 de diciembre | 16:00 | No         |
| Oriente Petrolero | 1 - 3 | Bolívar     | Ramón Aguilera Costas | 2 de diciembre | 19:00 | TV Abierta |

| La Paz FC     | 4 - 1 | Petrolero         | Hernando Siles        | 9 de diciembre | 13:45 | No         |
| Bolívar       | 4 - 2 | Nacional Potosí   | Hernando Siles        | 9 de diciembre | 16:00 | No         |
| Wilstermann   | 1 - 2 | Oriente Petrolero | Félix Capriles        | 9 de diciembre | 16:00 | No         |
| Universitario | 0 - 0 | San José          | Olímpico Patria       | 9 de diciembre | 16:00 | TV Abierta |
| Real Potosí   | 2 - 2 | The Strongest     | Víctor Agustín Ugarte | 9 de diciembre | 16:00 | TV Abierta |
| Blooming      | 3 - 2 | Aurora            | Ramón Aguilera Costas | 9 de diciembre | 16:00 | No         |

| Nacional Potosí   | 1 - 0 | Wilstermann   | Víctor Agustín Ugarte     | 16 de diciembre | 15:30 | No         |
| San José          | 6 - 3 | La Paz FC     | Jesús Bermúdez            | 16 de diciembre | 16:00 | TV Abierta |
| Aurora            | 3 - 0 | Real Potosí   | Félix Capriles            | 16 de diciembre | 16:00 | No         |
| The Strongest     | 1 - 1 | Bolívar       | Hernando Siles            | 16 de diciembre | 16:00 | TV Abierta |
| Petrolero         | 1 - 0 | Blooming      | Defensores de Villamontes | 16 de diciembre | 16:00 | No         |
| Oriente Petrolero | 2 - 1 | Universitario | Ramón Aguilera Costas     | 16 de diciembre | 18:00 | No         |

|                                                                           |
| Campeón The Strongest 10.º título liguero 13.º título de Primera División |

### Definición a Copas Internacionales
Oriente Petrolero y Bolívar, terceros del Clausura 2012 y Apertura 2012 respectivamente, jugaron un partido extra en cancha neutral para definir su acceso a copas internacionales. El ganador de este partido por la vía de los lanzamientos penales fue Bolívar que clasificó a la Copa Libertadores 2013 como Bolivia 3, mientras que Oriente Petrolero clasificó a la Copa Sudamericana 2013 como Bolivia 1.
| Miércoles, 19 de diciembre de 2012, 20:00 | Oriente Petrolero                                                 | 2:2 (1:1) (2 – 4 p.) | Bolívar                                                                            | Félix Capriles, Cochabamba  |                             |
|                                           | Alcides Peña 27' · Gualberto Mojica 59'                           | [http://www.correodelsur.com/2012/12/20/33.php (enlace roto disponible en Internet Archive; véase el historial, la primera versión y la última). Reporte] | 25' Juan Carlos Arce · 90+2' Ever Cantero                                          | Árbitro(s): Óscar Maldonado | Árbitro(s): Óscar Maldonado |
|                                           |                                                                   | Tiros desde el punto penal |                                                                                    |                             |                             |
|                                           | Fernando Saucedo · Marvin Bejarano · Ronald García · Alcides Peña | | Alejandro Gómez · Juan Carlos Arce · Lorgio Álvarez · Diego Rivero · Ronald Eguino |                             |                             |

## Torneo Clausura

### Tabla de posiciones
|                   | Pos. | Equipos           | PJ | PG | PE | PP | GF | GC | Dif. | Pts. |
| ----------------- | ---- | ----------------- | -- | -- | -- | -- | -- | -- | ---- | ---- |
|                   | 1.   | Bolívar (C)       | 22 | 16 | 2  | 4  | 50 | 30 | 20   | 50   |
|                   | 2.   | Oriente Petrolero | 22 | 14 | 5  | 3  | 43 | 25 | 18   | 47   |
| Copa Sudamericana | 3.   | San José          | 22 | 12 | 5  | 5  | 37 | 21 | 16   | 41   |
|                   | 4.   | Universitario     | 22 | 10 | 5  | 7  | 30 | 24 | 6    | 35   |
|                   | 5.   | The Strongest     | 22 | 9  | 7  | 6  | 40 | 35 | 5    | 34   |
|                   | 6.   | Wilstermann       | 22 | 9  | 6  | 7  | 43 | 30 | 13   | 33   |
|                   | 7.   | Real Potosí       | 22 | 8  | 7  | 7  | 31 | 30 | 1    | 31   |
|                   | 8.   | Blooming          | 22 | 6  | 5  | 11 | 31 | 40 | -9   | 23   |
|                   | 9.   | Nacional Potosí   | 22 | 5  | 7  | 10 | 31 | 35 | -4   | 22   |
|                   | 10.  | Aurora            | 22 | 6  | 4  | 12 | 28 | 43 | -15  | 22   |
|                   | 11.  | Petrolero         | 22 | 5  | 5  | 12 | 24 | 40 | -16  | 20   |
|                   | 12.  | La Paz FC         | 22 | 1  | 4  | 17 | 15 | 50 | -35  | 7    |

|  |                                                                                          |
|  | Campeón del Torneo Clausura y Clasificado para la Copa Libertadores 2014 como Bolivia 1. |
|  | Clasificado para la Copa Libertadores 2014 como Bolivia 3.                               |
|  | Clasificado para la Copa Sudamericana 2014 como Bolivia 1.                               |

### Evolución de los equipos
| Equipo / Fecha    | 01 | 02 | 03 | 04 | 05 | 06 | 07 | 08 | 09 | 10 | 11 | 12 | 13 | 14 | 15 | 16 | 17 | 18 | 19 | 20 | 21 | 22 |
| ----------------- | -- | -- | -- | -- | -- | -- | -- | -- | -- | -- | -- | -- | -- | -- | -- | -- | -- | -- | -- | -- | -- | -- |
| Bolívar           | 10 | 10 | 9  | 9  | 9  | 6  | 2  | 4  | 4  | 1  | 1  | 1  | 2  | 2  | 2  | 1  | 1  | 1  | 1  | 1  | 1  | 1  |
| Oriente Petrolero | 1  | 2  | 3  | 2  | 2  | 3  | 3  | 1  | 1  | 2  | 2  | 2  | 1  | 1  | 1  | 2  | 2  | 2  | 2  | 2  | 2  | 2  |
| San José          | 6  | 4  | 4  | 3  | 5  | 2  | 5  | 6  | 6  | 5  | 5  | 4  | 5  | 5  | 6  | 6  | 4  | 4  | 4  | 3  | 3  | 3  |
| Universitario     | 6  | 5  | 1  | 1  | 1  | 1  | 1  | 2  | 3  | 4  | 4  | 3  | 4  | 4  | 3  | 3  | 3  | 3  | 3  | 4  | 4  | 4  |
| The Strongest     | 10 | 10 | 11 | 11 | 11 | 11 | 10 | 9  | 8  | 9  | 8  | 8  | 7  | 7  | 7  | 7  | 7  | 7  | 7  | 6  | 6  | 5  |
| Wilstermann       | 6  | 7  | 6  | 4  | 4  | 5  | 4  | 3  | 2  | 3  | 3  | 5  | 3  | 3  | 4  | 4  | 5  | 5  | 5  | 5  | 5  | 6  |
| Real Potosí       | 4  | 9  | 8  | 7  | 7  | 9  | 7  | 8  | 7  | 7  | 6  | 6  | 6  | 6  | 5  | 5  | 6  | 6  | 6  | 7  | 7  | 7  |
| Blooming          | 1  | 6  | 10 | 10 | 10 | 8  | 9  | 7  | 9  | 8  | 9  | 9  | 9  | 9  | 9  | 8  | 8  | 8  | 8  | 8  | 8  | 8  |
| Nacional Potosí   | 6  | 3  | 5  | 5  | 3  | 4  | 6  | 5  | 5  | 6  | 7  | 7  | 8  | 8  | 8  | 9  | 10 | 10 | 10 | 9  | 10 | 9  |
| Aurora            | 3  | 1  | 2  | 6  | 6  | 7  | 8  | 10 | 10 | 10 | 10 | 10 | 10 | 10 | 10 | 10 | 9  | 9  | 9  | 10 | 9  | 10 |
| Petrolero         | 4  | 8  | 7  | 8  | 8  | 10 | 11 | 11 | 11 | 11 | 11 | 11 | 11 | 11 | 11 | 11 | 11 | 11 | 11 | 11 | 11 | 11 |
| La Paz FC         | 12 | 12 | 12 | 12 | 12 | 12 | 12 | 12 | 12 | 12 | 12 | 12 | 12 | 12 | 12 | 12 | 12 | 12 | 12 | 12 | 12 | 12 |

### Resultados
| Local / Visita    | AUR | BLO | BOL | LPZ | NAL | OP  | PET | RPO | SJ  | TS  | UNI | WIL |
| ----------------- | --- | --- | --- | --- | --- | --- | --- | --- | --- | --- | --- | --- |
| Aurora            |     | 3–1 | 2–3 | 2–1 | 1–1 | 0–0 | 3–1 | 5–0 | 1–2 | 2–2 | 1–1 | 0–6 |
| Blooming          | 2–0 |     | 2–1 | 4–1 | 2–1 | 2–2 | 2–0 | 4–0 | 1–1 | 3–4 | 0–1 | 2–3 |
| Bolívar           | 4–2 | 3–1 |     | 1–0 | 2–1 | 2–1 | 2–0 | 2–1 | 2–1 | 1–1 | 2–2 | 5–3 |
| La Paz FC         | 0–1 | 1–1 | 1–3 |     | 1–5 | 0–2 | 1–1 | 0–0 | 3–1 | 1–2 | 0–1 | 0–1 |
| Nacional Potosí   | 2–0 | 2–0 | 1–4 | 1–1 |     | 1–1 | 4–1 | 0–0 | 1–4 | 1–2 | 0–0 | 1–1 |
| Oriente Petrolero | 3–0 | 3–2 | 2–1 | 3–2 | 1–1 |     | 1–0 | 2–1 | 3–2 | 4–1 | 2–0 | 6–2 |
| Petrolero         | 3–1 | 4–0 | 1–4 | 2–1 | 2–1 | 0–1 |     | 1–1 | 1–2 | 1–1 | 1–1 | 2–0 |
| Real Potosí       | 1–0 | 4–0 | 0–2 | 3–1 | 3–1 | 3–1 | 1–1 |     | 0–0 | 2–3 | 2–1 | 2–1 |
| San José          | 4–0 | 2–0 | 1–2 | 1–0 | 1–0 | 4–0 | 4–1 | 0-3 |     | 1–1 | 2–1 | 2–0 |
| The Strongest     | 1–2 | 3–1 | 2–0 | 5–0 | 2–3 | 1–2 | 4–1 | 1–1 | 0–0 |     | 1–4 | 2–0 |
| Universitario     | 2–0 | 0–0 | 0–4 | 3–0 | 3–1 | 0–3 | 1–0 | 3–2 | 1–2 | 4–0 |     | 1–0 |
| Wilstermann       | 3–2 | 1–1 | 5–0 | 7–0 | 3–2 | 0–0 | 4–0 | 1–1 | 0–0 | 1–1 | 1–0 |     |

|  |                   |
|  | Victoria local    |
|  | Empate            |
|  | Triunfo visitante |

### Fixture
| The Strongest   | 1 - 2 | Oriente Petrolero | Rafael Mendoza Castellón  | 13 de enero | 11:00 | No |
| La Paz FC       | 0 - 1 | Aurora            | Estadio Los Andes         | 13 de enero | 14:00 | No |
| Nacional Potosí | 0 - 0 | Universitario     | Víctor Agustín Ugarte     | 13 de enero | 15:30 | No |
| Petrolero       | 1 - 1 | Real Potosí       | Defensores de Villamontes | 13 de enero | 15:30 | No |
| Blooming        | 2 - 1 | Bolívar           | Gilberto Parada           | 13 de enero | 16:00 | No |
| Wilstermann     | 0 - 0 | San José          | Félix Capriles            | 13 de enero | 16:00 | No |

| San José          | 2 - 0 | Blooming      | Jesús Bermúdez          | 16 de enero | 20:00 | No      |
| Universitario     | 1 - 0 | Wilstermann   | Olímpico Patria         | 16 de enero | 20:00 | No      |
| Aurora            | 5 - 0 | Real Potosí   | Félix Capriles          | 16 de enero | 20:00 | No      |
| Nacional Potosí   | 4 - 1 | Petrolero     | Víctor Agustín Ugarte   | 16 de enero | 20:00 | No      |
| Oriente Petrolero | 3 - 2 | La Paz FC     | Ramón Tahuichi Aguilera | 16 de enero | 20:30 | No      |
| Bolívar           | 1 - 1 | The Strongest | Hernando Siles          | 24 de abril | 20:00 | Red ATB |

| Bolívar       | 1 - 0 | La Paz FC         | Hernando Siles            | 19 de enero | 16:00 | Red ATB |
| Real Potosí   | 3 - 1 | Oriente Petrolero | Víctor Agustín Ugarte     | 20 de enero | 15:30 | No      |
| Petrolero     | 3 - 1 | Aurora            | Defensores de Villamontes | 20 de enero | 15:30 | No      |
| Wilstermann   | 3 - 2 | Nacional Potosí   | Félix Capriles            | 20 de enero | 16:00 | Red ATB |
| The Strongest | 0 - 0 | San José          | Rafael Mendoza Castellón  | 20 de enero | 16:00 | No      |
| Blooming      | 0 - 1 | Universitario     | Ramón Tahuichi Aguilera   | 20 de enero | 18:30 | No      |

| Nacional Potosí   | 2 - 0 | Blooming      | Víctor Agustín Ugarte   | 27 de enero  | 15:30 | No      |
| San José          | 1 - 0 | La Paz FC     | Jesús Bermúdez          | 27 de enero  | 16:00 | No      |
| Universitario     | 4 - 0 | The Strongest | Olímpico Patria         | 27 de enero  | 16:00 | No      |
| Wilstermann       | 4 - 0 | Petrolero     | Félix Capriles          | 27 de enero  | 16:00 | Red ATB |
| Oriente Petrolero | 3 - 0 | Aurora        | Ramón Tahuichi Aguilera | 27 de enero  | 18:30 | No      |
| Bolívar           | 2 - 1 | Real Potosí   | Hernando Siles          | 9 de febrero | 20:00 | No      |

| Petrolero     | 0 - 1 | Oriente Petrolero | Defensores de Villamontes | 30 de enero   | 15:30 | No |
| Real Potosí   | 0 - 0 | San José          | Víctor Agustín Ugarte     | 30 de enero   | 20:00 | No |
| La Paz FC     | 0 - 1 | Universitario     | Hernando Siles            | 31 de enero   | 18:00 | No |
| The Strongest | 2 - 3 | Nacional Potosí   | Hernando Siles            | 31 de enero   | 20:00 | No |
| Blooming      | 2 - 3 | Wilstermann       | Ramón Tahuichi Aguilera   | 31 de enero   | 20:30 | No |
| Aurora        | 2 - 3 | Bolívar           | Félix Capriles            | 27 de febrero | 20:00 | No |

| Aurora          | 1 - 2 | San José          | Félix Capriles          | 2 de febrero | 16:00 | No      |
| Nacional Potosí | 1 - 1 | La Paz FC         | Víctor Agustín Ugarte   | 3 de febrero | 15:30 | No      |
| Wilstermann     | 1 - 1 | The Strongest     | Félix Capriles          | 3 de febrero | 16:00 | No      |
| Bolívar         | 2 - 1 | Oriente Petrolero | Hernando Siles          | 3 de febrero | 16:00 | Red ATB |
| Universitario   | 3 - 2 | Real Potosí       | Olímpico Patria         | 3 de febrero | 16:00 | No      |
| Blooming        | 2 - 0 | Petrolero         | Ramón Tahuichi Aguilera | 3 de febrero | 18:30 | No      |

| La Paz FC         | 0 - 1 | Wilstermann     | Hernando Siles            | 17 de febrero | 14:00 | No |
| Petrolero         | 1 - 4 | Bolívar         | Defensores de Villamontes | 17 de febrero | 15:30 | No |
| Real Potosí       | 3 - 1 | Nacional Potosí | Víctor Agustín Ugarte     | 17 de febrero | 15:30 | No |
| Aurora            | 1 - 1 | Universitario   | Félix Capriles            | 17 de febrero | 16:00 | No |
| The Strongest     | 3 - 1 | Blooming        | Hernando Siles            | 17 de febrero | 16:00 | No |
| Oriente Petrolero | 3 - 2 | San José        | Ramón Tahuichi Aguilera   | 17 de febrero | 18:30 | No |

| San José        | 1 - 2 | Bolívar           | Jesús Bermúdez          | 13 de febrero | 20:00 | No |
| Universitario   | 0 - 3 | Oriente Petrolero | Olímpico Patria         | 20 de febrero | 20:00 | No |
| Nacional Potosí | 2 - 0 | Aurora            | Víctor Agustín Ugarte   | 20 de febrero | 20:00 | No |
| Wilstermann     | 1 - 1 | Real Potosí       | Félix Capriles          | 20 de febrero | 20:00 | No |
| The Strongest   | 4 - 1 | Petrolero         | Hernando Siles          | 21 de febrero | 20:00 | No |
| Blooming        | 4 - 1 | La Paz FC         | Ramón Tahuichi Aguilera | 21 de febrero | 20:30 | No |

| Bolívar           | 2 - 2 | Universitario   | Hernando Siles          | 23 de febrero | 20:15 | Red ATB |
| Real Potosí       | 4 - 0 | Blooming        | Víctor Agustín Ugarte   | 24 de febrero | 15:30 | No      |
| La Paz FC         | 1 - 2 | The Strongest   | Hernando Siles          | 24 de febrero | 16:00 | No      |
| Aurora            | 0 - 6 | Wilstermann     | Félix Capriles          | 24 de febrero | 16:00 | No      |
| Oriente Petrolero | 1 - 1 | Nacional Potosí | Ramón Tahuichi Aguilera | 24 de febrero | 18:30 | No      |
| San José          | 4 - 1 | Petrolero       | Jesús Bermúdez          | 28 de marzo   | 20:00 | No      |

| Universitario   | 1 - 2 | San José          | Olímpico Patria         | 2 de marzo  | 15:30 | No |
| Nacional Potosí | 1 - 4 | Bolívar           | Víctor Agustín Ugarte   | 3 de marzo  | 15:30 | No |
| La Paz FC       | 1 - 1 | Petrolero         | Hernando Siles          | 3 de marzo  | 16:00 | No |
| Wilstermann     | 0 - 0 | Oriente Petrolero | Félix Capriles          | 3 de marzo  | 16:00 | No |
| Blooming        | 2 - 0 | Aurora            | Ramón Tahuichi Aguilera | 3 de marzo  | 18:30 | No |
| Real Potosí     | 2 - 3 | The Strongest     | Víctor Agustín Ugarte   | 28 de marzo | 20:00 | No |

| Petrolero         | 1 - 1 | Universitario   | Defensores de Villamontes | 10 de marzo | 15:30 | No      |
| Real Potosí       | 3 - 1 | La Paz FC       | Víctor Agustín Ugarte     | 10 de marzo | 15:30 | No      |
| Bolívar           | 5 - 3 | Wilstermann     | Hernando Siles            | 10 de marzo | 16:00 | Red ATB |
| Oriente Petrolero | 3 - 2 | Blooming        | Ramón Tahuichi Aguilera   | 10 de marzo | 18:30 | No      |
| San José          | 1 - 0 | Nacional Potosí | Jesús Bermúdez            | 24 de abril | 20:00 | No      |
| Aurora            | 2 - 2 | The Strongest   | Félix Capriles            | 1 de mayo   | 16:00 | No      |

| Aurora            | 2 - 1 | La Paz FC       | Félix Capriles          | 30 de marzo | 16:00 | Multivisión |
| Universitario     | 3 - 1 | Nacional Potosí | Olímpico Patria         | 31 de marzo | 15:30 | No          |
| Real Potosí       | 1 - 1 | Petrolero       | Víctor Agustín Ugarte   | 31 de marzo | 15:30 | No          |
| San José          | 2 - 0 | Wilstermann     | Jesús Bermúdez          | 31 de marzo | 15:30 | TV Abierta  |
| Bolívar           | 3 - 1 | Blooming        | Hernando Siles          | 31 de marzo | 16:00 | Red ATB     |
| Oriente Petrolero | 4 - 1 | The Strongest   | Ramón Tahuichi Aguilera | 31 de marzo | 18:00 | Multivisión |

| La Paz FC     | 0 - 2 | Oriente Petrolero | Hernando Siles            | 3 de abril  | 20:00 | No       |
| Wilstermann   | 1 - 0 | Universitario     | Félix Capriles            | 3 de abril  | 20:00 | TV Cable |
| Petrolero     | 2 - 1 | Nacional Potosí   | Defensores de Villamontes | 4 de abril  | 15:30 | No       |
| Real Potosí   | 1 - 0 | Aurora            | Víctor Agustín Ugarte     | 4 de abril  | 20:00 | TV Cable |
| The Strongest | 2 - 0 | Bolívar           | Hernando Siles            | 10 de abril | 20:00 | TV Cable |
| Blooming      | 1 - 1 | San José          | Ramón Tahuichi Aguilera   | 2 de mayo   | 20:00 | No       |

| Nacional Potosí   | 1 - 1 | Wilstermann   | Víctor Agustín Ugarte   | 13 de abril | 16:00 | TV Cable |
| Oriente Petrolero | 2 - 1 | Real Potosí   | Ramón Tahuichi Aguilera | 13 de abril | 18:30 | No       |
| San José          | 1 - 1 | The Strongest | Jesús Bermúdez          | 14 de abril | 15:00 | TV Cable |
| La Paz FC         | 1 - 3 | Bolívar       | Hernando Siles          | 14 de abril | 16:00 | No       |
| Aurora            | 3 - 1 | Petrolero     | Félix Capriles          | 14 de abril | 16:00 | No       |
| Universitario     | 0 - 0 | Blooming      | Olímpico Patria         | 14 de abril | 17:00 | TV Cable |

| Bolívar           | 4 - 2 | Aurora        | Hernando Siles          | 17 de abril | 20:00 | Red ATB  |
| Universitario     | 3 - 0 | La Paz FC     | Olímpico Patria         | 17 de abril | 18:45 | No       |
| Wilstermann       | 1 - 1 | Blooming      | Félix Capriles          | 17 de abril | 20:00 | TV Cable |
| Oriente Petrolero | 1 - 0 | Petrolero     | Ramón Tahuichi Aguilera | 17 de abril | 20:30 | No       |
| San José          | 0 - 3 | Real Potosí   | Jesús Bermúdez          | 18 de abril | 20:00 | TV Cable |
| Nacional Potosí   | 1 - 2 | The Strongest | Víctor Agustín Ugarte   | 15 de mayo  | 20:00 | No       |

| La Paz FC     | 3 - 1 | San José          | Hernando Siles            | 21 de abril | 14:00 | TV Cable |
| The Strongest | 1 - 4 | Universitario     | Hernando Siles            | 21 de abril | 16:00 | TV Cable |
| Petrolero     | 2 - 0 | Wilstermann       | Defensores de Villamontes | 21 de abril | 16:00 | No       |
| Aurora        | 0 - 0 | Oriente Petrolero | Félix Capriles            | 21 de abril | 16:00 | No       |
| Real Potosí   | 0 - 2 | Bolívar           | Víctor Agustín Ugarte     | 21 de abril | 16:00 | No       |
| Blooming      | 2 - 1 | Nacional Potosí   | Ramón Tahuichi Aguilera   | 21 de abril | 18:30 | TV Cable |

| Universitario   | 1 - 0 | Petrolero         | Olímpico Patria         | 27 de abril | 16:00 | TV Cable |
| La Paz FC       | 0 - 0 | Real Potosí       | Hernando Siles          | 28 de abril | 14:00 | No       |
| Nacional Potosí | 1 - 4 | San José          | Víctor Agustín Ugarte   | 28 de abril | 15:30 | No       |
| Wilstermann     | 5 - 0 | Bolívar           | Félix Capriles          | 28 de abril | 15:30 | TV Cable |
| The Strongest   | 1 - 2 | Aurora            | Hernando Siles          | 28 de abril | 16:00 | No       |
| Blooming        | 2 - 2 | Oriente Petrolero | Ramón Tahuichi Aguilera | 28 de abril | 18:00 | TV Cable |

| Wilstermann     | 7 - 0 | La Paz FC         | Félix Capriles          | 4 de mayo | 16:00 | TV Cable   |
| Bolívar         | 2 - 0 | Petrolero         | Hernando Siles          | 4 de mayo | 20:00 | TV Abierta |
| Universitario   | 2 - 0 | Aurora            | Olímpico Patria         | 5 de mayo | 15:30 | No         |
| San José        | 4 - 0 | Oriente Petrolero | Jesús Bermúdez          | 5 de mayo | 15:30 | No         |
| Nacional Potosí | 0 - 0 | Real Potosí       | Víctor Agustín Ugarte   | 5 de mayo | 16:00 | No         |
| Blooming        | 3 - 4 | The Strongest     | Ramón Tahuichi Aguilera | 5 de mayo | 18:00 | TV Cable   |

| Petrolero         | 1 - 1 | The Strongest   | Defensores de Villamontes | 8 de mayo | 15:30 | No         |
| La Paz FC         | 1 - 1 | Blooming        | Hernando Siles            | 8 de mayo | 18:00 | No         |
| Bolívar           | 2 - 1 | San José        | Hernando Siles            | 8 de mayo | 20:00 | TV Abierta |
| Aurora            | 1 - 1 | Nacional Potosí | Félix Capriles            | 8 de mayo | 20:00 | No         |
| Oriente Petrolero | 2 - 0 | Universitario   | Ramón Tahuichi Aguilera   | 8 de mayo | 20:00 | TV Cable   |
| Real Potosí       | 2 - 1 | Wilstermann     | Víctor Agustín Ugarte     | 9 de mayo | 20:00 | No         |

| Petrolero       | 1 - 2 | San José          | Defensores de Villamontes | 11 de mayo | 15:30 | TV Cable |
| Universitario   | 0 - 4 | Bolívar           | Olímpico Patria           | 12 de mayo | 15:30 | TV Cable |
| Nacional Potosí | 1 - 1 | Oriente Petrolero | Víctor Agustín Ugarte     | 12 de mayo | 15:30 | No       |
| Wilstermann     | 3 - 2 | Aurora            | Félix Capriles            | 12 de mayo | 15:30 | TV Cable |
| The Strongest   | 5 - 0 | La Paz FC         | Hernando Siles            | 12 de mayo | 15:30 | No       |
| Blooming        | 4 - 0 | Real Potosí       | Ramón Tahuichi Aguilera   | 12 de mayo | 18:00 | TV Cable |

| The Strongest     | 1 - 1 | Real Potosí     | Hernando Siles            | 18 de mayo | 20:00 | TV Cable   |
| Bolívar           | 2 - 1 | Nacional Potosí | Hernando Siles            | 19 de mayo | 16:00 | TV Abierta |
| San José          | 2 - 1 | Universitario   | Jesús Bermúdez            | 19 de mayo | 16:00 | TV Cable   |
| Aurora            | 3 - 1 | Blooming        | Félix Capriles            | 19 de mayo | 16:00 | No         |
| Oriente Petrolero | 6 - 2 | Wilstermann     | Ramón Tahuichi Aguilera   | 19 de mayo | 16:00 | TV Cable   |
| Petrolero         | 2 - 1 | La Paz FC       | Defensores de Villamontes | 20 de mayo | 15:30 | No         |

| La Paz FC         | 1 - 5 | Nacional Potosí | Hernando Siles            | 22 de mayo | 18:00 | No       |
| The Strongest     | 2 - 0 | Wilstermann     | Hernando Siles            | 22 de mayo | 20:00 | TV Cable |
| Petrolero         | 4 - 0 | Blooming        | Defensores de Villamontes | 26 de mayo | 15:30 | No       |
| San José          | 4 - 0 | Aurora          | Jesús Bermúdez            | 26 de mayo | 16:00 | No       |
| Real Potosí       | 2 - 1 | Universitario   | Víctor Agustín Ugarte     | 26 de mayo | 16:00 | No       |
| Oriente Petrolero | 2 - 1 | Bolívar         | Ramón Tahuichi Aguilera   | 26 de mayo | 18:00 | TV Cable |

|                                                                    |
| Campeón Bolívar 18.o título liguero 24° título de Primera División |

## Sistema de descenso
Para establecer el descenso directo e indirecto a final de la Temporada 2012–2013, se aplicó el punto promedio a los torneos de las Temporadas 2011/12 y 2012/13.

| Pos. | Equipo            | 2011/12 | 2012/13 | Total | PJ  | Prom.  |
| ---- | ----------------- | ------- | ------- | ----- | --- | ------ |
| 1.   | Oriente Petrolero | 97      | 80      | 177   | 100 | 1.7700 |
| 2.   | Bolívar           | 87      | 87      | 174   | 100 | 1.7400 |
| 3.   | San José          | 90      | 82      | 172   | 100 | 1.7200 |
| 4.   | The Strongest     | 88      | 79      | 167   | 100 | 1.6700 |
| 5.   | Real Potosí       | 90      | 63      | 153   | 100 | 1.5300 |
| 6.   | Universitario     | 85      | 57      | 145   | 100 | 1.4500 |
| 7.   | Blooming          | 82      | 58      | 140   | 100 | 1.4000 |
| 8.   | Aurora            | 91      | 44      | 135   | 100 | 1.3500 |
| 9.   | Wilstermann       | –       | 58      | 58    | 44  | 1.3182 |
| 10.  | Nacional Potosí   | 78      | 47      | 125   | 100 | 1.2500 |
| 11.  | Petrolero         | –       | 44      | 44    | 44  | 1.0000 |
| 12.  | La Paz FC         | 55      | 23      | 78    | 100 | 0.7800 |

|  |                                                                                             |
|  | Jugará el descenso indirecto contra el 2.º del Nacional B 2012/13 que es Sport Boys Warnes. |
|  | Descendió al Nacional B.                                                                    |

### Partidos de ascenso y descenso
Los equipos de Sport Boys y Petrolero se enfrentaron en partidos de ida y vuelta previo al sorteo de las localías. Al haber persistido empate jugaron un partido extra en cancha neutral y si se mantenían se definiría mediante ejecución de tiros desde el punto penal. El ganador obtuvo un lugar en la temporada 2013/14.

#### Petrolero – Sport Boys
| 2 de junio de 2013, 16:00 (UTC-4) | Sport Boys                            | 2:2 (2:1) | Petrolero                                | Estadio Samuel Vaca, Warnes                                |                                                            |
|                                   | Thiago Leitão 33' · Héctor Gaitán 41' | Reporte   | Luis Guevara 16' · Martin Palavicini 86' | Asistencia: 7.000 espectadores Árbitro(s): Óscar Maldonado | Asistencia: 7.000 espectadores Árbitro(s): Óscar Maldonado |

| 9 de junio de 2013, 16:00 (UTC-4) | Petrolero               | 1:1 (1:0) | Sport Boys         | Estadio Defensores de Villamontes, Villamontes                |                                                               |
|                                   | Fernando Montenegro 38' | Reporte   | Marcos Ovejero 72' | Asistencia: 6.000 espectadores Árbitro(s): Alejandro Mansilla | Asistencia: 6.000 espectadores Árbitro(s): Alejandro Mansilla |

Definitorio
| 13 de junio de 2013, 20:00 (UTC-4) | Petrolero | 0:2 (0:0) | Sport Boys               | Estadio Ramón Tahuichi Aguilera, Santa Cruz de la Sierra    |                                                             |
|                                    |           | Reporte   | Joaquín Botero 88' y 92' | Asistencia: 30.000 espectadores Árbitro(s): Óscar Maldonado | Asistencia: 30.000 espectadores Árbitro(s): Óscar Maldonado |

### Clasificación Final
|                                          |                                          |
| Sport Boys (Asciende a Primera División) | Petrolero (Desciende a Segunda División) |

## Goleadores

### Torneo Apertura
| Jugador                                  | Jugador            | Goles | Jugada | Cabeza | T. Libre | Penal | Equipo        |
| ---------------------------------------- | ------------------ | ----- | ------ | ------ | -------- | ----- | ------------- |
| Bandera de Bolivia                       | Carlos Saucedo     | 23    | 17     | 1      | 0        | 5     | San José      |
| Bandera de Paraguay · Bandera de Bolivia | Pablo Escobar      | 21    | 12     | 1      | 1        | 7     | The Strongest |
| Bandera de Bolivia                       | Eduardo Fierro     | 11    | 6      | 2      | 0        | 3     | Universitario |
| Bandera de Colombia                      | Harold Reina       | 10    | 5      | 5      | 0        | 0     | The Strongest |
| Bandera de Bolivia                       | Vladimir Castellón | 9     | 6      | 1      | 0        | 2     | Aurora        |

### Torneo Clausura
| Jugador                                  | Jugador            | Goles | Jugada | Cabeza | T. Libre | Penal | Equipo        |
| ---------------------------------------- | ------------------ | ----- | ------ | ------ | -------- | ----- | ------------- |
| Bandera de Uruguay                       | William Ferreira   | 17    | 14     | 1      | 0        | 2     | Bolívar       |
| Bandera de Bolivia                       | Eduardo Fierro     | 17    | 9      | 3      | 0        | 5     | Universitario |
| Bandera de Bolivia                       | Carlos Saucedo     | 15    | 15     | 0      | 0        | 0     | San José      |
| Bandera de Bolivia                       | Vladimir Castellón | 13    | 11     | 1      | 0        | 1     | Aurora        |
| Bandera de Paraguay                      | Carlos Neumann     | 12    | 6      | 3      | 0        | 3     | Real Potosí   |
| Bandera de Paraguay · Bandera de Bolivia | Pablo Escobar      | 12    | 7      | 1      | 0        | 4     | The Strongest |